# 三分球
三分球（英語：Three Point Field Goal）是指篮球运动员在比赛中於全場出手投篮，命中所取得的得分为三分。从1997-98賽季开始，NBA的三分線离篮框半径为：角落區域為22呎（6.71公尺），其他区域23呎9吋（7.24公尺）。FIBA三分线半径为6.25公尺（20呎6吋），於2010年重新規劃，新制6.75公尺（22呎 1 3⁄4 吋），延伸到邊線附近時則改為直線延伸，平行邊線距離0.75公尺（2呎5吋）。NCAA 和 NAIA 弧線距離籃筐中心的距離與 FIBA 弧線相同，但与FIBA距離每條邊線不一样如3 英尺 4 英寸（1.02 米）,这是因為北美球場比 FIBA 球場稍寬。
三分是篮球比赛中单次投篮命中三分球的得分，一支球队三分球得分和命中率的高低是衡量球队外线能力的主要指标，在 3x3 中，FIBA 批准的半場 3 對 3 比賽中,從三分线得分只值 2 分，所有其他得分值 1 分

## 歷史

### 美國
三分線的起源在籃球發源地美國。1945年，在一場NCAA的比賽中實驗了三分球。而美國職業聯賽ABL(American Basketball League)率先在1961年引進三分球規則，他們的距離是25呎（7.62公尺）。
美國另一職業聯賽EPBL(Eastern Professional Basketball League)在1963年跟進，而1967年職業聯賽ABA(American Basketball Association)引進後，便將三分線推廣了出去。
NBA(National Basketball Association)則是在1979年才開始使用三分球。NBA 1994-1995賽季將三分線距離由23呎9吋（7.24公尺）降至22呎（6.71公尺），1997-1998賽季再改回來。

### 國際
1984年，FIBA在NBA實施三分球規則五年後，也將三分球放入國際賽中。距離是6.25公尺（20呎6吋）。
2008年，FIBA宣布將三分線延長為6.75公尺（22呎 1 3⁄4 吋），並於2010實施。

## 紀錄
- 斯蒂芬·库里是NBA历史上投入三分球最多的球員。常规赛三分球命中数为3,905球。NBA現役球員中三分球命中率第三高的球員。[1]
- 斯蒂芬·库里在NBA的2012-2013赛季命中272记三分球，打破雷·阿伦单季命中269记三分球的NBA纪录；2014-15赛季則命中286记三分球，打破自己此前保持的纪录。2015-16賽季命中402記三分球，再度打破自己前一年的紀錄，同時成為史上第一名單季命中超過三百及四百記三分球的球員。